# The Lodger - Il pensionante
The Lodger - Il pensionante (The Lodger) è un film del 2009 diretto da David Ondaatje.

## Trama
Il quartiere di West Hollywood, sulla leggendaria Sunset Boulevard, diviene teatro di orribili omicidi di prostitute che vengono sventrate. Il detective Chandler Manning  collega subito gli omicidi ad altri due avvenuti sette anni prima: stesse vittime, stesse modalità, solo che l'assassino è stato ormai condannato e spedito sulla sedia elettrica. Se all'inizio Manning, con il suo giovane collega Street, reputa che si tratti di un emulatore di quell'omicida, ben presto si accorgerà di aver commesso un terribile errore e che il killer, in realtà, si sta ispirando ad uno dei più feroci e leggendari assassini della storia.
Nel frattempo, in una vicenda parallela alle indagini con cui si collegherà solo a metà del film, la bella e triste Hellen, sposata con un marito che la trascura, si trova in casa il giovane Malcom (Simon Baker) venuto da fuori città, che chiede di poter prendere in affitto la dépendance in cortile. Ma il finale sorprenderà tutti.